# Dům Společenstva pražských stavitelů
Dům Společenstva pražských stavitelů (Dům Na Zednické) je řadový dvoutraktový činžovní dům čp. 915/I v Praze na Starém Městě, s hlavním průčelím obráceným do Kozí ulice č. o. 7 a s postranním traktem na Kozí náměstí a do dvora. Dům byl postaven v novorenesančním stylu podle návrhu architekta Josefa Schulze z roku 1875.

## Historie

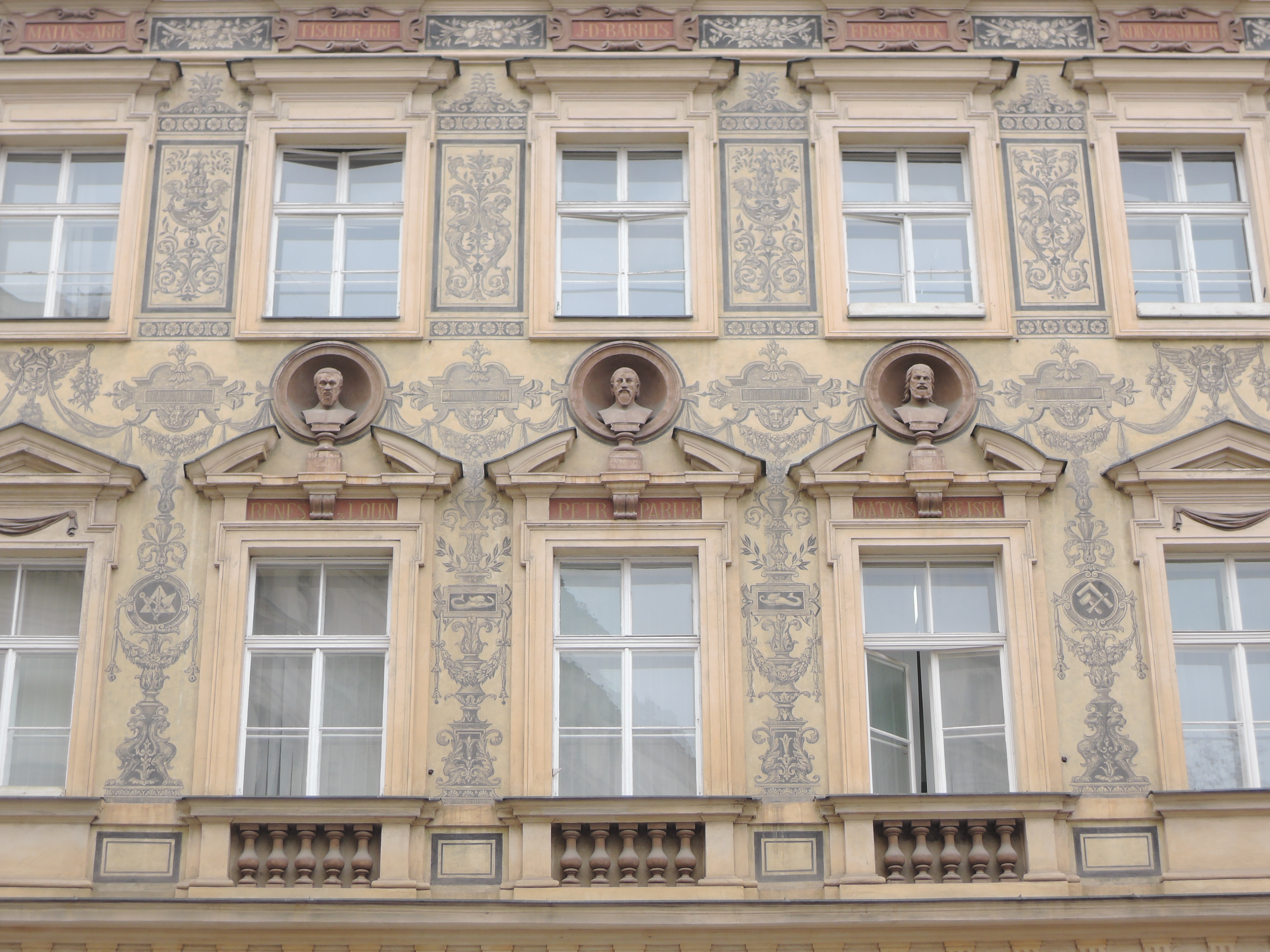
Busty architektů

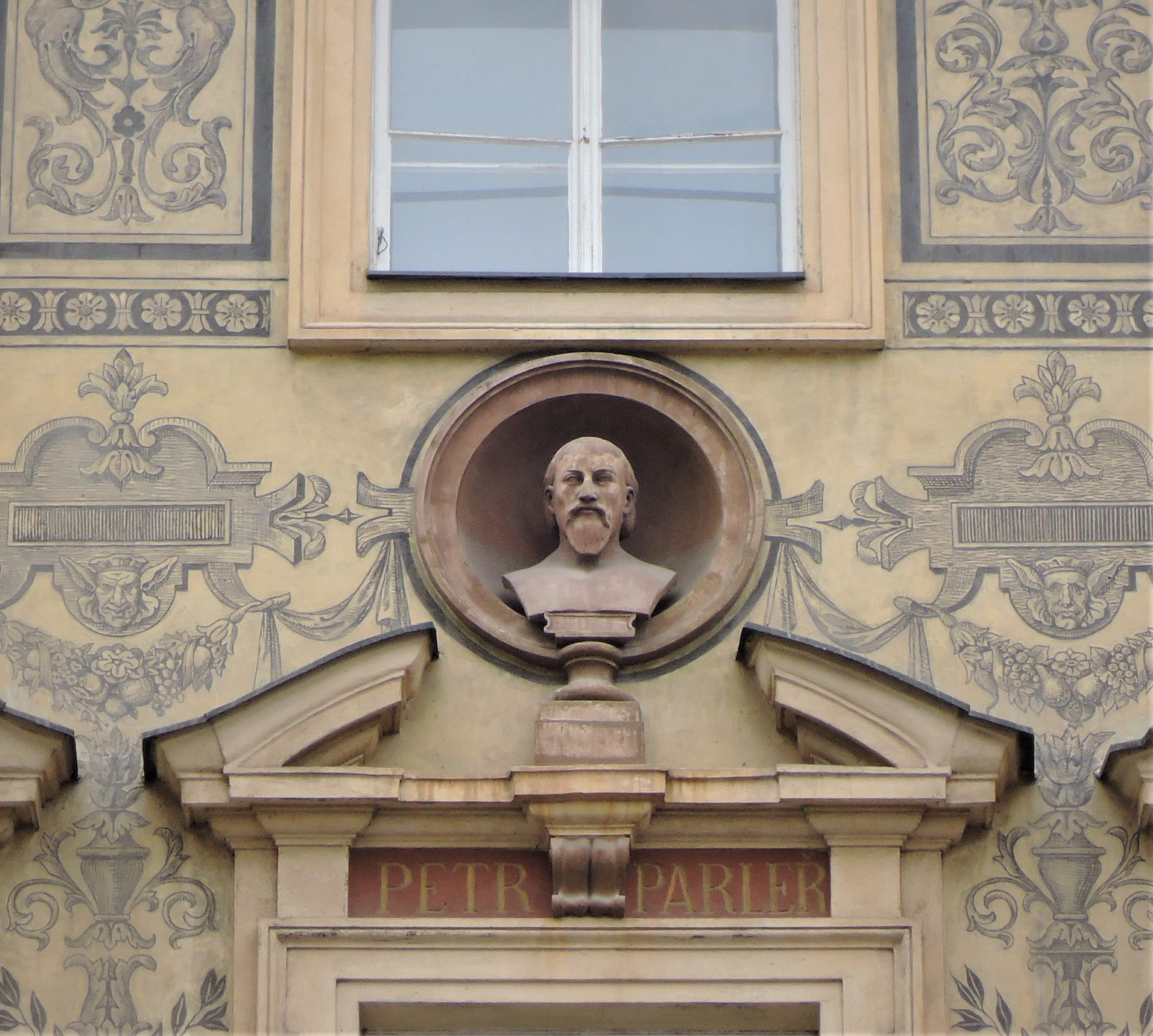
Busta Petra Parléře

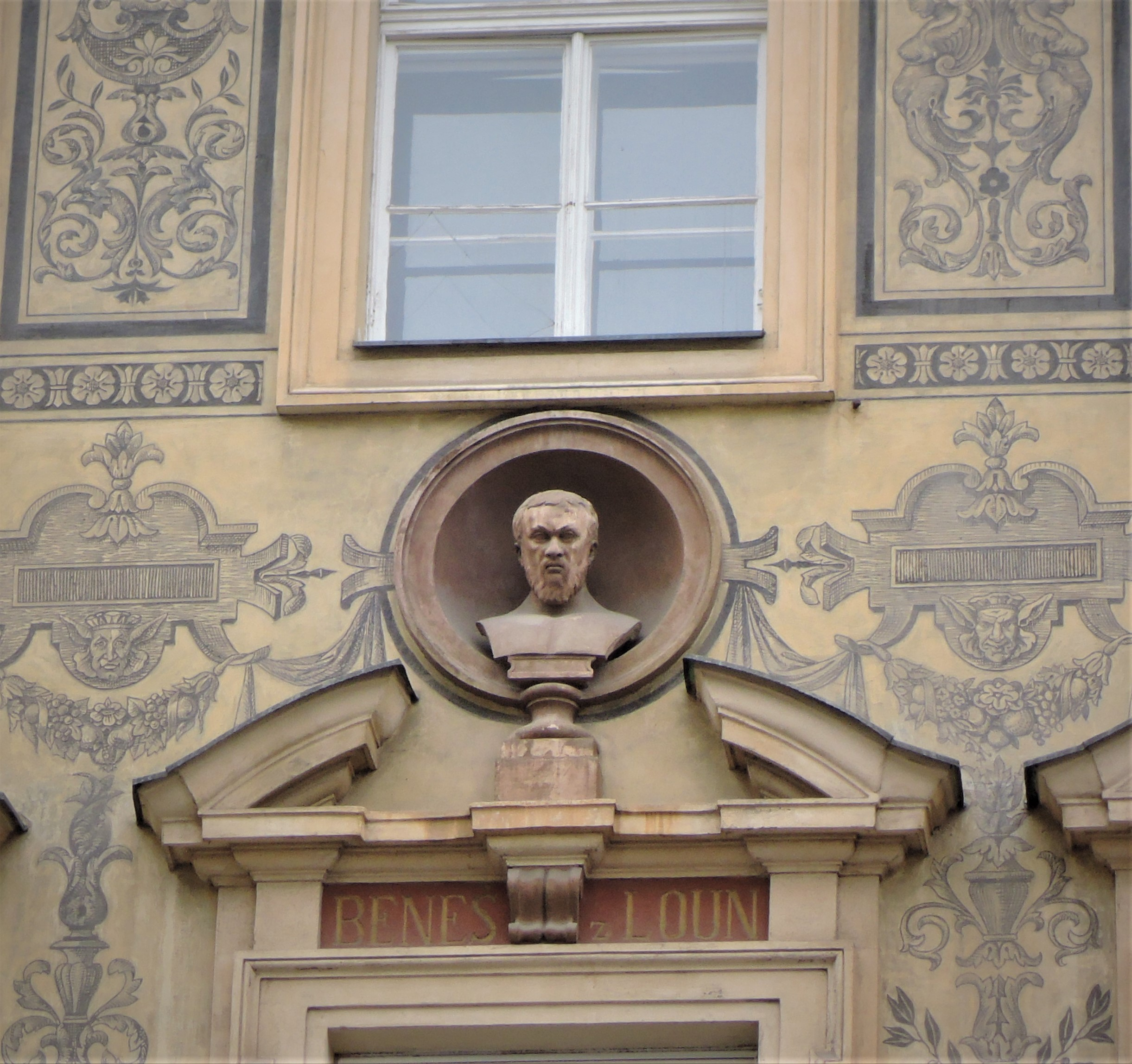
Busta Benedikta Rejta

První písemná zpráva o zástavbě parcely pochází z roku 1404, kdy se místo nazývalo Starým uhelným náměstím (Antiquo foro carbonum) K roku 1647 zde stál již barokní dům cechu staroměstských zedníků a kameníků, jemuž jej daroval zednický mistr Dominik Barifis. Cech byl zrušen roku 1859. Nástupnickou institucí se stalo Společenstvo stavitelů pro obvod pražské obchodní a živnostenské komory, jež sdružovalo kolem 700 členů a potřebovalo jak úřední prostory (sál v prvním patře k členským schůzím, pro knihovnu a archiv), tak byty, noclehárnu a v přízemí provozovalo hospodu Na zednické.
Tento dům, stejně jako oba sousední a s nimi celý blok, byl zbourán hned v první etapě pražské asanace do roku 1875 a na jeho místě si Společenstvo pražských stavitelů postavilo novostavbu v tehdy módním novorenesančním stylu. Pro vypracování projektu oslovilo architekta Josefa Schulze. Podle Emanuela Pocheho na projektu pracoval také Antonín Wiehl. Stavbu realizovali stavitelé František Heberle a František Václavík v letech 1876-1877. Na svou dobu moderní a značně rozlehlý činžovní dům má půdorys písmene L s trojúhelným dvorem. Dvoutraktové průčelí je obrácené do Haštalské ulice a na Kozí plácek, dvorní trakty mají okna na sever a západ. Poměrně plochou uliční fasádu čtyřpatrového domu (mezanin + tři patra) zdobí černá novorenesanční šablonová malba groteskního ornamentu s maskarony a třemi emblémy cechů architektů, stavitelů a zedníků. Iluzivní provedení napodobuje renesanční sgrafito. Návrhy Petra Maixnera provedl malíř Láďa Novák.  Plasticky řešené je orámování oken prvního patra (tzv. piano nobile) s kuželkovou balustrádou nyní zazděné lodžie, římsami a suprafenestrami s vloženými výklenky pro busty tří významných architektů Prahy, podle popisek to jsou: Petr Parléř, Matěj Rejsek a Benedikt Rejt (s popiskou Beneš z Loun). Autor bust není znám, z týchž modelů byly okopírovány busty na domě v Holešovicích, odlišné jsou busty architektů na Kindlově domě čp. 1059/II Na poříčí. Pod korunní římsou jsou nápisové pásky dalších architektů, bez bust: J. D. Barifis, Jan Bernard Fischer z Erlachu, K. I. Dientzenhofer, Josef Kranner a Ferdinand Špaček (chybně, má být Václav Špaček). 
Dům prošel dvěma etapami rekonstrukce, od roku 1958 je chráněn jako nemovitá kulturní památka. V současné době slouží jako činžovní, v přízemí je restaurace a v další části hotel.